# Estación de Val de Pilas
Val de Pilas es una estación ferroviaria situada en el municipio español de Caspe, en la provincia de Zaragoza, comunidad autónoma de Aragón. Cuenta con servicios de viajeros de Media Distancia operados por Renfe.

## Situación ferroviaria
La estación se encuentra en el punto kilométrico 464,430 de la línea férrea de ancho ibérico que une Miraflores con Tarragona, entre las estaciones de Caspe y de Fabara, a 123 metros de altitud. El tramo es de vía única y está electrificado.

## Historia
La estación fue inaugurada el 15 de diciembre de 1893 con la apertura del tramo Caspe - Fayón de la línea férrea que unía Samper vía Reus con Roda de Bará por parte de la Compañía de los ferrocarriles de Tarragona a Barcelona y Francia o TBF. Unos años antes, en 1891 TBF había logrado un acuerdo de fusión con MZA que no se haría efectivo hasta 1899 y que permitía a MZA conectar Barcelona con Madrid vía Zaragoza. Aun así TBF mantuvo cierta autonomía dentro de MZA hasta 1936.
En 1941, la gestión de la estación pasó a manos de RENFE tras nacionalizarse el ferrocarril en España. 
Desde enero de 2005 Adif es la titular de las instalaciones ferroviarias, mientras que Renfe Operadora explota la línea.
En 2009 Adif realizó diversos trabajos de mejora de la infraestructura en la estación. La estación careció de servicios de pasajeros durante 8 meses, desde el 17 de marzo de 2020, volviendo a recuperar el servicio el 10 de enero de 2021.

## Servicios ferroviarios

### Media Distancia
Renfe Operadora presta servicios de Media Distancia gracias a sus trenes Regionales en el siguiente trayecto: 
| Línea MD | Trenes   | Origen/Destino    |  | Destino/Origen |
| -------- | -------- | ----------------- |  | -------------- |
| 34       | Regional | Zaragoza-Delicias |  | Mora la Nueva  |